# Patricia Ramos
Patricia Ramos  (Caracas, Distrito Capital, Venezuela; 30 de julio de 1981) es una actriz, presentadora de televisión,  modelo venezolana y empresaria. Ha sido parte del elenco protagónico de novelas como Con toda el alma, Dama y obrero y Corazón apasionado.
Ha sido imagen de marcas como Levi's, Brahma, Smirnoff, Avon, Pantene, Polar Ice, Mcdonald's, Mary Kay, Splenda y Johnson&Johnson, entre otras.
Reside en Estados Unidos trabajando como actriz y presentadora. Además es integrante de la organización Artistas en USA, encargada de brindar asesoría legal a artistas emergentes que buscan continuar su carrera en Estados Unidos.

## Telenovelas
| El gato tuerto           | Laura      |
| Las dos caras de la moda | Melany     |
| Con toda el alma         | Ella misma |
| Más sabe el diablo       | Raquel     |
| El clon                  | Susy       |
| Eva Luna                 | Sabrina    |
| Natalia del mar          | “La Bruja” |
| Corazón apasionado       | Lissete    |
| Dama y obrero            | Zafiro     |